# Романовка (Шарлицький район)
Рома́новка (рос. Романовка) — село у складі Шарлицького району Оренбурзької області, Росія.

## Населення
Населення — 207 осіб (2010; 334 у 2002).
Національний склад (станом на 2002 рік):
- росіяни — 94 %